# Marie-Catherine de Villedieu
Marie-Catherine de Villedieu, nascida Marie-Catherine Desjardins, geralmente referida como Madame de Villedieu (Alençon, 1631 — Rémy-du-Val, 1683) foi uma escritora francesa.